# Jordan Rakei
Jordan Rakei est un musicien, chanteur, auteur-compositeur et producteur néo-zélandais et australien né le 23 mai 1992 à Hamilton.

## Biographie
Élevé à Brisbane en Australie, il vit à Londres, au Royaume-Uni, depuis 2015.

## Discographie

### Albums
- Cloak (2016)
- Wallflower (2017)
- Origin (2019)
- What We Call Life (2021)
- The Loop (2024)

### EPs
- Franklin's Room (2013)
- Groove Curse (2014)
- Rooftop (Remixes) (2017)
- Spotify Live (2017)
- Nerve (2017)

### Singles
- Live at Recording Oasis (2013)
- The Light (2015)
- Midnight Mischief (Tom Misch remix) (2016)
- Talk to Me (2016)
- Blame It on the Youth (2016)
- Sorceress (2017)
- Sorceress (Acoustic) (2017)
- Sorceress (Photay Remix) (2017)
- Goodbyes (Edit) (2017)
- Wallflower (feat. Kaya Thomas-Dyke) (Dan Kye edit) (2017)
- Eye to Eye (2018)
- Wildfire (2018)
- Mind's Eye (2019)
- Say Something (2019)